# Teiresiás
Teiresiás (latinsky Teiresias) je v řecké mytologii syn Euéra a nymfy Charikló. Byl proslulým thébským věštcem.
Věštecké nadání neměl od narození. Získal ho prý, když měl rozhodnout spor mezi nejvyšším bohem Diem a jeho manželkou Hérou, o tom, kdo má větší potěšení z lásky, zda žena nebo muž. Teiresiás měl být schopen tento spor rozsoudit, protože sám byl v mládí změněn v ženu na celých sedm let. Teiresiás rozhodl, že žena je na tom vždycky lépe, takže přiřkl výhru Diovi. Rozzlobená Héra ho za tento verdikt potrestala slepotou. Zeus nemohl zmařit kouzlo jiného boha, proto ho za jednu ztrátu obdařil darem věšteckého ducha. K tomu mu daroval dlouhý život, sedm až devět lidských věků.
Jiná verze však uvádí, že věšteckou schopnost mu darovala bohyně Athéna, která ho oslepila za to, že ji při koupeli spatřil nahou. Poté prý z lásky k jeho matce mu tak zbystřila sluch, že pak rozuměl i hlasům ptáků. Udělala to tak, že ze svého štítu vzala hada Erichthonia a přikázala mu, aby jemně jazykem lízal Teiresiovo ucho, a tím zjemnil jeho sluch. Navíc poté bohyně darovala slepci berlu, s jejíž pomocí chodil s takovou jistotou, jako vidoucí.
Teiresiás věštil králi Oidipovi, když hledal vraha krále Laia: označil ho otcovrahem a manželem vlastní matky.
Neomylné byly i jeho věštby králi Kreontovi ve válce "sedm proti Thébám".
Vládkyně podsvětí Persefona ponechala Teiresiovi, jako jedinému z duší zemřelých, paměť a rozum. Teiresiás poté v podsvětí věštil Odysseovi, předpověděl šťastný návrat do vlasti jemu i jeho druhům.
Věštkyní se stala také Teiresiova dcera Mantó.

## Odraz v umění
Teiresiova podoba je zachycena na několika vázových malbách a zejména na antickém reliéfu
- Odysseus a Teiresiás na prahu podsvětí (dnes v pařížském Louvru).

Teiresiás je postavou v Pusté zemi T.S. Eliota